# Biskupiec-Kolonia Trzecia
Biskupiec-Kolonia Trzecia [bisˈkupjɛt͡s kɔˈlɔɲa ˈtʂɛt͡ɕa] là một ngôi làng thuộc khu hành chính của Gmina Biskupiec, thuộc huyện Olsztyński, Warmińsko-Mazurskie, ở miền bắc Ba Lan.
Trước năm 1945, khu vực này là một phần của Đức (Đông Phổ).
Làng có dân số 58.